# Bulbophyllum cucullatum
Bulbophyllum cucullatum là một loài phong lan thuộc chi Bulbophyllum.